# Tepetzingo
Tepetzingo es una localidad del estado mexicano de Morelos. Es parte del municipio de Emiliano Zapata.

## Toponimia
El nombre «Tepetzingo» proviene de los términos en náhuatl: tepetl, cerro; tzin, diminutivo o título honorífico; co, locativo. Su significado es «En el cerrito» o «En el cerro sagrado».

## Demografía
| Gráfica de evolución demográfica |
|                                  |

| Censo | Población |
| ----- | --------- |
| 1940  | 581       |
| 1950  | 654       |
| 1960  | 708       |
| 1970  | 1099      |
| 1980  | 1163      |
| 1990  | 1380      |
| 2000  | 1702      |
| 2010  | 2104      |
| 2020  | 2292      |